# Априлци
Вижте пояснителната страница за други значения на Априлци.
Апрѝлци е град в Централна Северна България. Той се намира в Ловешка област, в близост до град Троян. Градът е административен център на община Априлци.

## География
Разположен е в планински район, в обширна котловина в подножието на първенеца на Стара планина – връх Ботев, недалеч от връх Марагидик.
До града се достига от запад по шосеен път от град Троян и Орешак, от север – през Граднишкия боаз (до село Кръвеник) по асфалтов път или през Дебневския боаз, а от североизток – през Батошевския боаз по новоасфалтирания, но тесен и с остри завои път.
Априлци е един от най-дългите градове в България със своите 22 км по поречието на река Острешка, от кв. „Острец“ до ВЕЦ „Видима“, по поречието на река Видима.

## История
Априлци е град, създаден чрез сливането на 4 големи села, които понастоящем са негови квартали: Ново село, Зла река, Видима и Острец. Сливането става през 1976 г. Името Априлци е избрано в чест на героичното участие на района в Априлското въстание.

## Население
Численост и дял на етническите групи според преброяването на населението през 2011 г.:
|                     | Численост | Дял (в %) |
| Общо                | 3018      | 100,00    |
| Българи             | 2872      | 95,16     |
| Турци               | 15        | 0,49      |
| Цигани              | 7         | 0,23      |
| Други               | 0         | 0,00      |
| Не се самоопределят | 0         | 0,00      |
| Неотговорили        | 119       | 3,94      |

## Религии
Най-разпространената религия в областта е православното християнство. В града има три православни храма: църквата „Рождество Богородично“ в квартал „Острец“, църквата „Св. великомъченик Димитър Солунски“ в квартал „Видима“ и храмът „Св. Георги Победоносец“ в квартал „Ново село“.
На територията на града се намират и изоставена гробищна църква (носеща името „Света Петка Българска“, строена между 1810 и 1814 г.), както и Новоселският манастир „Св. Троица“.

## Политика
- 2015 – Младен Пелов, Коалиция „Обединение Априлци“, печели на първи тур с 51%
- 2011 – Бенко Вълев (ГЕРБ) печели на втори тур с % срещу Младен Пелов, Коалиция „Обединение Априлци“
- 2007 – Младен Пелов, Коалиция „Обединение Априлци“ (НДСВ), (СДС), (ДСБ), (ССД), печели на втори тур с 58% срещу Пепа Колева (ГЕРБ)
- 2003 – Иван Пиров (БСП) печели на втори тур с 55% срещу Стоян Иванов (ОДС).
- 1999 – Иван Пиров („Априлци 21 век“) печели на втори тур със 71% срещу Максим Пелов (СДС).
- 1995 – Стоян Иванов (Народен съюз) печели на първи тур с 56% срещу Спас Спасов (Предизборна коалиция „БСП, БЗНС Александър Стамболийски, ПК Екогласност“).

## Икономика
Основните икономически отрасли, определящи поминъка на Априлци, са туризмът, животновъдството, дърводобивът и дървопреработването, производството на пружини.

## Забележителности
- Новоселски девически манастир.

Изходен пункт за водопад Видимско пръскало, хижа „Плевен“, връх Ботев, Русалийски проход.
Градчето е разположено в изключително благоприятна местност. От квартал „Видима“ и квартал „Острец“ се разкрива красива гледка към върховете Ботев и Марагидик. През участъка „Мазането“ преминава асфалтов път, в чийто край започва пътека към х. „Плевен“. В южния край на квартал „Острец“ се намира и път, по който може да се стигне до х. „Тъжа“, а в източната му част се намира началото на Русалийски проход.
Градчето се намира в непосредствена близост до национален парк „Централен Балкан“, в чиито територии може да се навлезе без превозни средства от квартал „Острец“ през Русалийски проход, както и от квартал „Видима“, точно при разклона за ВЕЦ „Видима“ и „Мазането“, и да се насладите, след дълъг и не много лесен преход, на великолепното Видимско пръскало.
През града текат реките Острешка и Видима.

### Култов обект в местността „Калугера“
Намира се на 4 км североизточно от града, в северното подножие на връх Марагидик, непосредствено до пътека, пресичаща планината на юг. Върху масивна скала, която местните жители наричат „Калугера“, са нанесени графитни изображения с различна дебелина. Някои от тях са силно повредени от ерозията на камъка, други от човешка ръка. Графитите са изсечени в скалата в дълбочина до 2 мм и имат средна широчина 3 мм. В средата на камъка има фигури, наподобяващи хора – едната е с големина 60/80 см, с разперена дясна ръка и квадратна „глава“. В западната част на скалата е разположена втората фигура – по-малка, с размери 59/20 см, изобразяваща също човек, също с разперени ръце. Около тях са издълбани кръстовидни знаци, малки отвори, черти и символи. Има поверие, че едната от фигурите е на калугер, който сочи посоката към скривалище на съкровище. Някои учени смятат скалните рисунки за аналогични с тези на входа на централната камера на тракийска гробница, открита между селата Шипково и Ясеново. Те допускат, че това е крайпътно светилище, а човешките фигури изобразяват жрец или предводител, който напътства.

## Редовни събития
- Международно велосъстезание по планинско колоездене БАЙКАНДЖИИ – провежда се от 2015 г. първата събота на юни или последната на май. През 2020 ще бъде на 6 юни. В същия ден се прави и Откриване на туристическия летен сезон в курот Априлци с концерти на известни български рок групи.[5]
- През 2015 г. по предложение на проф. Игнат Игнатов и под егидата на областния управител д-р Мадлена Бояджиева Ловешка област е обявена за Световна зона на планинската вода.
- Празник на сланината и греяната ракия, провеждан от 2010 година в съботата преди Месни заговезни.[6]

## Личности
Личности, родени в Априлци
- Иван Марангозов (1874 – 1959), учител и общественик
- Георги Пашев (1901 – 1996), летец, родоначалник на аерофотографията
- Куйо Куев (1909 – 1991), литературен историк
- Иван Пачников (р. 1920), лекар и общественик
- Марко Семов (1939 – 2007), публицист и народопсихолог
- Нели Куцкова (р. 1957), съдия и обществен деятел

Личности, починали в Априлци
- Преподобна мъченица Калиста (1815 – 1876), монахиня в новоселския манастир, посечена от турците. През 2011 г. е канонизирана за новомъченица.
- схимонахиня Сусана Сомлева (1792 – 1876), игуменка на Новоселския манастир, посечена от турците, канонизирана за новомъченица (2011)

## Галерия
- Река Видима
- Природа
- Връх Ботев
- Връх Острец
- Панорама
- Зима
- Изглед от Марагидик
- Пещерата Водните дупки
- Връх Марагидик
- Скалата Маркова копа
- Църква
- Пейзаж
- върховете Марагидик и Ботев
- връх Острец